# Prämie
Prämie (lateinisch praemium ‚Auszeichnung‘, ‚Belohnung‘, ‚Preis‘) ist ein Allgemeinbegriff für jeden geldlichen oder nicht-finanziellen Anreiz, mit dem Erfolg oder Leistung belohnt werden soll oder als Gegenleistung für eine erbrachte Leistung erforderlich ist.

## Allgemeines
Der Begriffsinhalt des Begriffs „Prämie“ richtet sich nach dem jeweiligen Fachgebiet und fällt deshalb unterschiedlich aus. Als Fachgebiete kommen insbesondere Bankwesen, Börse, Lotterie, Personalwesen, Sport, staatliche Subventionen oder das Versicherungswesen in Betracht.

## Bankwesen
Das Bankwesen kennt den Prämienbegriff in vielfältiger Form.
- Beim Prämiensparen ist die Sparprämie ein zusätzlich zur Verzinsung ausgeschütteter Geldbetrag. Das von Volks- und Raiffeisenbanken sowie Sparkassen eingeführte Prämiensparen – auch als Gewinnsparen bezeichnet – ist eine Sparform, bei welcher der Sparer innerhalb einer Periode einen bestimmten Spar- und einen Auslosungsbetrag einzahlt. Die Auslosungsbeträge fließen in einen Prämienfonds, der nach Abzug der Rennwett- und Lotteriesteuer durch Los an die Sparer ausgeschüttet wird. Als Prämiensparen (Bonussparen oder Zuschlagssparen) wird eine Sondersparform der Kreditinstitute bezeichnet, bei der der Sparer einen längerfristigen Sparvertrag abschließt, regelmäßig Sparbeträge einzahlt und am Ende der Laufzeit eine Prämie als Zusatzverzinsung erhält.
- Prämienanleihe ist ein anderes Wort für die Losanleihe, die keine Standardanleihe darstellt.
- Beim Zinscap erhält der Verkäufer (meist ein Kreditinstitut) bei Vertragsabschluss eine einmalige Prämie, die von der Höhe des Caps, dem aktuellen Marktzinssatz, der Laufzeit und der Volatilität des Referenzzinssatzes abhängt.[1] Er sichert ein Zinsänderungsrisiko ab.
- Die Risikoprämie ist allgemein die Entschädigung für ein vom Risikoträger übernommenes Finanzrisiko.[2] Speziell bei der Kapitalanlage müssen risikoscheue Anleger eine Risikoprämie in ihre Erwartungen des Realzinses einbauen, wenn Unsicherheit über die Inflationsentwicklung besteht.[3] So setzt sich beispielsweise die erwartete Gleichgewichtsrendite einer Aktie aus dem risikolosen Basiszinssatz und der Risikoprämie zusammen.[4] In der Außenwirtschaftstheorie ist die Risikoprämie die Differenz zwischen der erwarteten Rendite einer Kapitalanlage in Fremdwährung und der Rendite einer vergleichbaren Anlage in Inlandswährung.[5]

## Börse
An der Börse muss der Stillhalter (Käufer) einer Option bei Vertragsabschluss dem Verkäufer (Emittent) eine Prämie („Optionsprämie“) bezahlen, um seine Rechte aus der Option ausüben zu können. Die Optionsprämie ist der Preis, den die Long-Position (Stillhalter) an die Short Position zu entrichten hat.

## Lotterie
Lotterien und Gewinnspiele schütten als Anreiz zusätzlich zu den regulären Gewinnchancen auch Gewinnprämien in Sonderauslosungen oder Prämienziehungen aus.

## Marketing
Im Marketing können Prämien zur Verkaufsförderung eingesetzt werden. Kunden können als „Kaufprämie“ die (kostenlose) Produktzugabe eines Produkts, ein Geschenk oder einen Gutschein erhalten.
Die Vergabe von Prämien ist auch essentieller Bestandteil vieler Bonussysteme wie Miles & More und Payback. Dort kann der Kunde für die gesammelten Bonuspunkte Prämien erhalten.

## Personalwesen
Im Personalwesen gibt es einen Prämienlohn, der zusätzlich zum arbeitsvertraglich geregelten Arbeitsentgelt vom Arbeitgeber für besonders herausragende Arbeitsleistungen des Arbeitnehmers gezahlt wird. Er kann für quantitative („Mengenprämie“) oder qualitative Mehrleistungen („Güteprämie“) gezahlt werden. Der Akkordlohn ist eine Mengenprämie, bei der eine strenge Bindung zwischen Lohnhöhe und Mengenleistung besteht. Die Mengenprämie wird dagegen gewährt, wenn der Arbeitsablauf aus zu hohen Anteilen unbeeinflussbarer Arbeitszeiten besteht, was sich aber nicht auf die Prämie auswirken soll. Güteprämien haben das Ziel, die Produktqualität/Dienstleistungsqualität zu verbessern und damit Ausschuss, B-Ware oder Nacharbeit zu verringern oder zu vermeiden.
Im betrieblichen Vorschlagswesen werden Verbesserungsvorschläge des Arbeitnehmers durch Prämien honoriert. Verwertete Verbesserungsvorschläge muss der Arbeitgeber dem Bundesarbeitsgericht (BAG) zufolge prämieren, sofern der Arbeitnehmer eine Sonderleistung erbracht hat. Nach diesem Urteil ist eine besondere Leistung des Arbeitnehmers, insbesondere eine Leistung schöpferischer Art, die über die übliche Arbeitsleistung hinausgeht und eine echte Sonderleistung darstellt, auch ohne besondere Vereinbarung nach Treu und Glauben zusätzlich zu vergüten, wenn sie dem Arbeitgebern einen nicht unerheblichen Vorteil bringt.
Im öffentlichen Dienst gibt es eine Ermächtigung in § 42a Abs. 1 BBesG, Leistungsprämien und Leistungszulagen zur Abgeltung herausragender besonderer Leistungen an Beamte, Richter (die ihr Amt nicht ausüben), Soldaten und Staatsanwälte zu gewähren. Die Leistungsprämie ist eine Einmalzahlung und dient der Anerkennung einer herausragenden besonderen Leistung; sie soll in engem zeitlichen Zusammenhang mit der Leistung stehen (§ 4 BLBV).
Fast ausnahmslos sind die Prämienzahlungen an Arbeitnehmer nicht ruhegehaltsfähig, werden also nicht in den Rentenberechnungen berücksichtigt.

## Sport
Im Sport – meist im Profisport – bezeichnet man als Prämie eine bestimmte Geldsumme oder auch einen Sachpreis, die vom Veranstalter als Belohnung für den Gewinn eines Sportwettkampfs ausgelobt werden („Siegprämie“). Die Siegprämie für ein einzelnes Spiel ist Arbeitsentgelt, während Prämien für die gesamte Saison (etwa Gewinn der Meisterschaft) eine Einmalzahlung darstellen. Werden bei einem Wettbewerb für mehrere Endpositionen Prämien ausgezahlt, sind die zu gewinnenden Summen nach einem vom Veranstalter festgelegten Schema für jede Position gestaffelt festgelegt.
Die „Antrittsprämie“ steht für einen Geldbetrag, der von dem Veranstalter an den Sportler gezahlt wird, damit dieser an dem Wettkampf teilnimmt.

## Staatliche Subventionen
Staatliche Subventionen werden umgangssprachlich manchmal als Prämie und gesetzlich als Zulage bezeichnet. Sie dienen im nationalen und europäischen Rahmen der Wirtschafts- oder Steuerpolitik.
Im Bereich der sozialen und individuellen Förderung gibt es die Arbeitnehmersparzulage nach § 1 Fünftes Vermögensbildungsgesetz, das Kindergeld, die Zulage zur Riesterrente, die Wohnungsbauprämie nach § 1 Wohnungsbau-Prämiengesetz (WoPG) oder die Pflegezulage.
In der Wirtschafts-, Struktur- und Umweltförderung sind zu erwähnen die Abwrackprämie für Binnenschiffe, die Verschrottungsprämie (in Deutschland: Umweltprämie), die Mobilitätsprämie, die Investitionszulage, die Forschungszulage, die Ausgleichszulage oder die Prämie für die Stilllegung einer Mühle.
In der Landwirtschaft sind zu erwähnen die Abschlachtungsprämie, Ackerprämie, Flächenstilllegungsprämien, Milchprämie, Mutterkuhprämie, Mutterschafprämie, Schlachtprämie, Sonderprämie für männliche Rinder, Stärkekartoffelprämie oder Tabakprämie sowie Basisprämie, Greening-Prämie, Umverteilungsprämie oder einheitliche Betriebsprämie (siehe auch: Gemeinsame Agrarpolitik).

## Versicherungswesen
Im Versicherungswesen ist der Begriff Prämie für folgende Sachverhalte von Bedeutung:
- Die Versicherungsprämie ist der Preis, den ein Versicherungsnehmer für den Versicherungsschutz gemäß Versicherungsvertrag an den Versicherer zu entrichten hat.[17] Versicherungsschutz ist die Übernahme bestimmter Risiken (Risikotransfer) durch den Versicherer.[18] Gemäß § 1 VVG ist der Versicherungsnehmer verpflichtet, an den Versicherer die vereinbarte Zahlung (Prämie) zu leisten. Die Zahlung der Versicherungsprämie ist von großer Bedeutung. Tritt nämlich der Versicherungsfall ein und der Versicherungsnehmer ist mit der Zahlung der Prämie in Verzug, ist der Versicherer gemäß § 38 Abs. 2 VVG nicht zur Leistung verpflichtet. Durch laufende Prämienzahlung aller Versicherungsnehmer soll gewährleistet sein, dass im Versicherungsfall die zum Schadensausgleich notwendige Geldsumme vorhanden ist.[19]
- Das Prämienrisiko ist das Risiko, dass sich die tatsächlichen Schäden aus dem Versicherungsgeschäft des aktuellen Geschäftsjahres im Vergleich zu den erwarteten Schadenquoten schlechter entwickeln.
- Die Risikoprämie ist versicherungstechnisch ein kalkulatorischer Bestandteil der Gesamtprämie (Bruttoprämie), der für die reine Risikoübernahme festgesetzt wird:[20]

```
   Nettorisikoprämie
   + 
Sicherheitszuschlag

   = 
Risikoprämie

   + 
Betriebskostenzuschlag

   - Abschlag für 
Kapitalerträge
 aus Kapitalanlagen
   + 
Gewinnzuschlag

   + 
Versicherungsteuer

   = Bruttoprämie
```

Die Risikoprämie besteht aus der Netto-Risikoprämie als Erwartungswert der Schadenaufwendungen, die Brutto-Risikoprämie enthält den Sicherheitszuschlag, der unerwartet hohe Schäden abfangen soll.